# Млинци
Млинци су јело хрватске, српске и словеначке кухиње. То је танак сушен сомун који се припрема тако што се млинци прелију прокуваном сланом водом или супом.
За припрему домаћих млинаца прави се тесто од брашна, соли и воде, понекад и са јајима и масти. Затим се тесто разваља на дебљину око 1 мм и ширине 20 до 30 цм, и пече се у рерни или на рингли. Касније се разбије на комаде величине око 5 цм пре завршне припреме врелом водом или супом.
Пре сервирања, млинци се могу и брзо пропржити у живинској масти. Ћуретина са млинцима је хрватски специјалитет народне кухиње, посебно у Загорју и Славонији. У Словенији се на Мартиње традиционално једе патка или гуска са млинцима. У Србији се најчешће спремају у покрајини Војводини, где се служе са свињским или пилећим филеом у сметана сосу.
Млинци се могу послужити и тако што се сушене комаде потапају у окапине од печења. Печено месо се вади из плеха, а изломљени комади се стављају у маст у плех, а затим се пече кратко. Млинци се затим служе као прилог уз главно печење.

## Припрема
Рецепт за тесто:
- око 400 грама брашна
- 2 дцл воде
- кашичица соли

Рецепт за надев:
- 1 литар воде
- коцка за супу
- 400 грама киселе павлаке
- 400 мл неутралне павлаке
- 2 пилећа филеа

Неутралну и киселу павлаку помешати у чинији. Пилетину исећи на коцкице, зачинити сољу и бибером и пропржити на маслиновом уљу. Када је пилетина добро пожутела, склонити са рингле и додати мешавину павлака.
У литар воде убацити коцку за супу и пустити да проври. Млинце изломити на крупније комаде и ставити у дубљу посуду. Прелити врућом супом и оставити минут-два да добро упију. Пазити да се превише не натопе да не би били гњецави. Натопљене млинце пребацити у цедиљку (испод које се постави посуда како би се сачували супа у којој су били млинци) да се оцеде од вишка течности. Немојте бацити преосталу супу.
Млинце убацити у посуду са павлаком и пилетином. Састојке добро промешати. Пребацити у ватросталну посуду. Одозго урендати сир по површини.
Пећи на 180°C док вишак течности не испари и површина се запече.